# Ischyrosyrphus lasiophtalmus
Ischyrosyrphus lasiophtalmus là một loài ruồi trong họ Ruồi giả ong (Syrphidae). Loài này được Schiner & Egger miêu tả khoa học đầu tiên năm. Ischyrosyrphus lasiophtalmus phân bố ở vùng Cổ Bắc giới